# سیارک ۵۷۳۷
سیارک ۵۷۳۷ (به انگلیسی: 5737 Itoh، نامگذاری:1989SK) پنج هزار و هفتصد و سی و هفتمین سیارک کشف شده‌است که در ۳۰ سپتامبر ۱۹۸۹ کشف شد.
قدر مطلق سیارک برابر ۱۳٫۲۰ است.